# Apfelentkerner

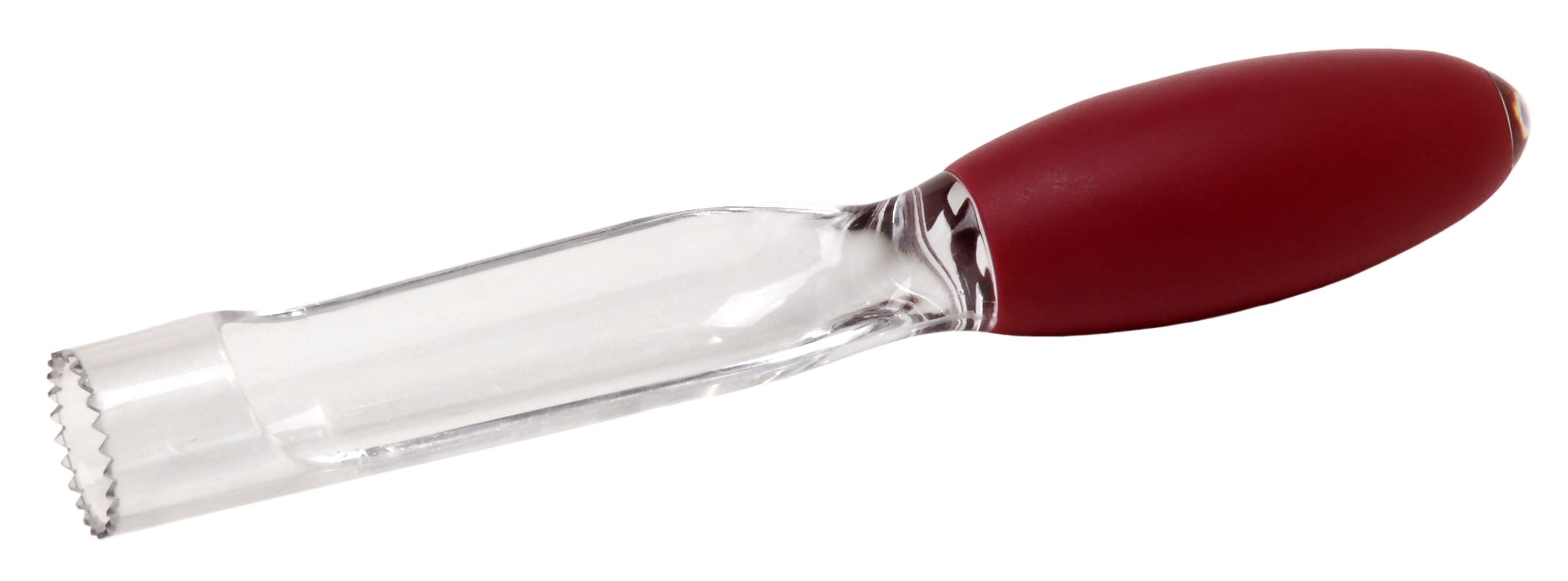
Apfelentkerner aus Kunststoff

Ein Apfelentkerner, auch Apfelausstecher, Apfelstecher oder Kerngehäuseentferner genannt, ist ein kleines Küchenwerkzeug (ca. 15 cm lang) mit einem runden Griff und einem zylinderartigen Werkzeugteil („Klinge“), das über ein kreisrundes, gezacktes und scharfkantiges Ende und ein seitlich offenes, rinnenförmiges Klingenteil verfügt. Im Handel ist er in verschiedenen Ausformungen und Materialien erhältlich. Das eigentliche Werkzeugteil besteht aus Edelstahl oder heute teils auch aus einem harten Kunststoff, während der Handgriff früher meistens aus Holz bestand und heute zumeist aus Kunststoff gefertigt wird.
Die Zacken ermöglichen es, in den Apfel zu bohren und das Kerngehäuse bzw. die Kerne ohne größere Beschädigung des Apfels zu entnehmen. Die Rinne dient dazu, die ausgebohrten Bestandteile des Apfels aufzunehmen, die dann seitlich entnommen werden können.